# Iberesia brauni
Espèce
Synonymes
- Nemesia brauni L. Koch, 1882

Iberesia brauni est une espèce d'araignées mygalomorphes de la famille des Nemesiidae.

## Distribution
Cette espèce est endémique d'Espagne. Elle se rencontre aux îles Baléares et en Murcie.

## Description
Les mâles mesurent de 11,7 à 15,1 mm et les femelles de 16,2 à 21,5 mm.

## Systématique et taxinomie
Cette espèce a été décrite sous le protonyme Nemesia brauni par L. Koch en 1882. Elle est placée dans le genre Iberesia par Decae et Cardoso en 2006.

## Étymologie
Cette espèce est nommée en l'honneur de Maximilian Christian Gustav Carl Braun.

## Publication originale
- L. Koch, 1882 : Zoologische Ergebnisse von excursionen auf den Balearen. II: Arachniden und Myriapoden. erhandlungen der Zoologisch-Botanischen Gesellschaft in Wien, vol. 31, p. 625-678 (texte intégral).